# Huntington Museum of Art
Pour les articles homonymes, voir HMA.

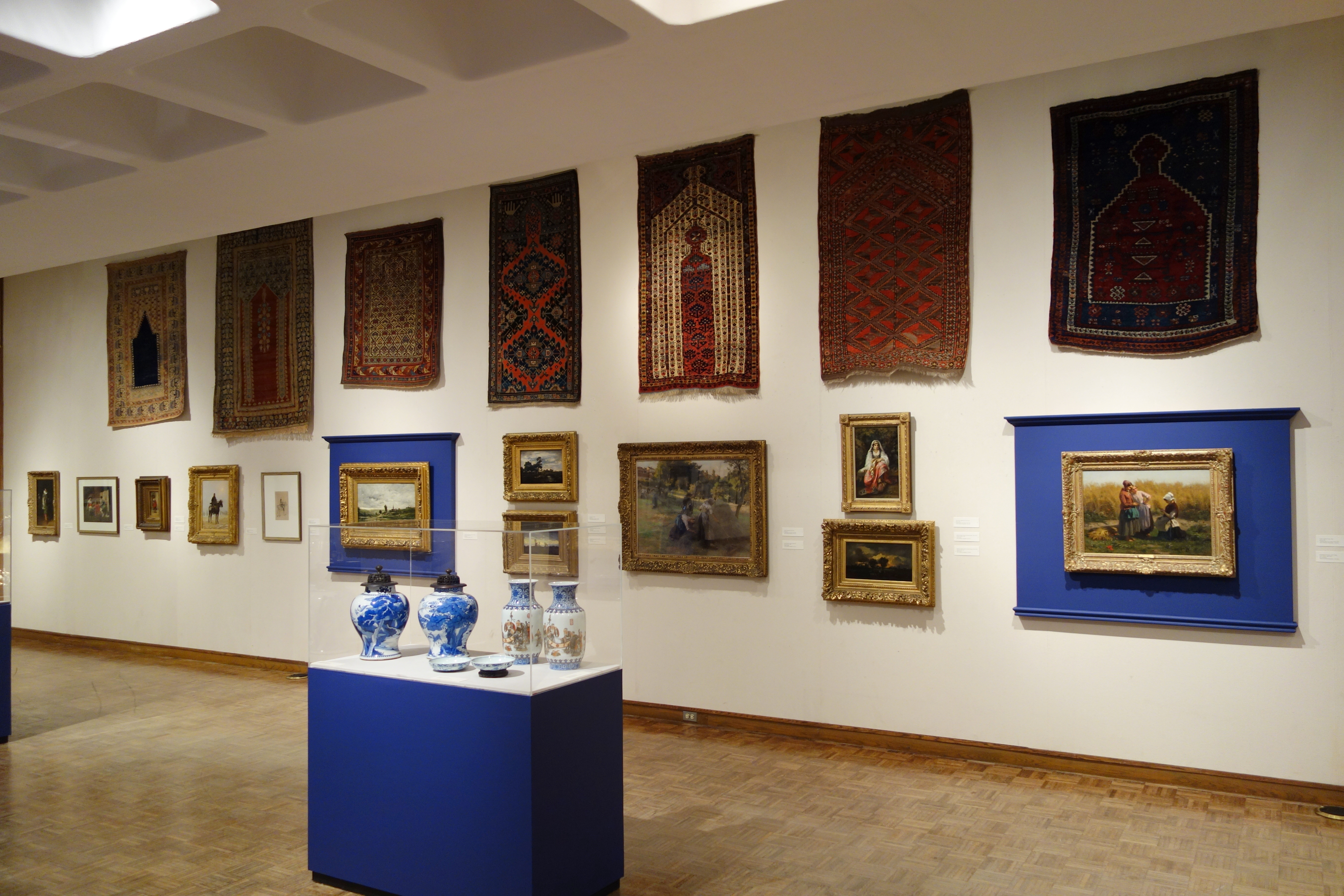
Intérieur du musée.

Le Huntington Museum of Art (HMA) est un musée d'art situé dans les collines au-dessus du Ritter Park à Huntington en Virginie-Occidentale. Il a ouvert ses portes en 1952 sous le nom de Galeries Huntington et est devenu Huntington Museum of Art en 1987. C’est le plus grand musée d'art de Virginie-Occidentale. Le parc accueille également le conservatoire de plantes subtropicales C. Fred Edwards ainsi que des sentiers de promenade dans la nature.
Les collections comprennent des peintures américaines et européennes, des sculptures, des estampes, des dessins, ainsi que des pièces de verre venant de Virginie-Occidentale et de la vallée de l'Ohio, des objets d'art populaire américain, des objets d'art décoratif chinois et japonais, des objets d’orfèvrerie britanniques en argent du XVIIIe et du début du XIXe siècle, des exemplaires d’art haïtien, des armes à feu et des objets du Proche-Orient. Le musée accueille également des expositions itinérantes ainsi que la bibliothèque de recherches sur l’art James D. Francis, l'auditorium Grace Rardin Dougherty et cinq ateliers d'art où des artistes en résidence sont périodiquement hébergés.